# Flags Act 1953

Drapeau australien

La Flags Act 1953 (« loi sur les drapeaux de 1953 ») est une loi votée par le Parlement d'Australie qui définit avec précision les drapeaux officiels de l'Australie. La reine Élisabeth II a donné sa sanction royale le 14 février 1954 après l'ouverture de la session du Parlement fédéral au cours de sa visite royale en Australie. C'était la première des quelques lois fédérales sanctionnées par le monarque.

## Flags Act 1953
La loi spécifie les couleurs et les détails de la construction du drapeau national australien et de l'Australian Red Ensign (également connu sous le nom de drapeau australien de la marine marchande). Il confère des pouvoirs au gouverneur général pour adapter les "drapeaux et enseignes" de l'Australie et lui donne mandat pour fixer les règles d'utilisation des drapeaux. L'article 8 garantit que le "droit ou privilège" d'une personne de faire flotter l'Union Jack n'est pas modifié par la Loi. 
La loi contenait initialement une erreur de rédaction dans son tableau A. Elle indiquait que le diamètre extérieur de l'Étoile de la fédération était des trois huitièmes de la largeur du drapeau, au lieu de sa véritable valeur des trois dixièmes. La loi de modification pour corriger l'erreur a été votée en 1954. 

## Flags Amendment Act 1998
La Flags Amendment Act 1998 a été adoptée au cours d'une période de débat sur la modification du drapeau australien et la possibilité pour l'Australie de devenir une République. La loi s'ajoute à la section 3 de la Flags Act 1953cet prévoit que l'actuel drapeau national australien ne peut être remplacé que si une majorité des électeurs des États et des territoires ne donnait leur accord (à moins que la loi ne soit de nouveau modifiée par le processus parlementaire normal). Auparavant, la loi ne prévoyait pas de mécanisme pour changer le drapeau. 